# Apataidae
Apataidae Korshunova, Martynov, Bakken, Evertsen, Fletcher, Mudianta, Saito, Lundin, Schrödl & Picton, 2017 è una famiglia di molluschi nudibranchi appartenente alla superfamiglia Fionoidea.

## Descrizione
Sono molluschi nudibranchi dal corpo sottile, con cerata disposti in serie longitudinali a forma di pettine e rinofori perfoliati. La radula è tridentata, simile a quella dei flabellinidi, con un dente centrale e due piccoli denti laterali.

## Tassonomia
La famiglia comprende due generi, entrambi monospecifici:
- Apata Korshunova et al., 2017
  - Apata pricei (MacFarland, 1966)
- Tularia Burn, 1966
  - Tularia bractea (Burn, 1962)

Entrambi i generi erano in passato inclusi nella famiglia Flabellinidae sensu lato, raggruppamento risultato polifiletico in base a recenti studi di filogenetica molecolare.